# 김국태 (소설가)
김국태(金國泰, 1938년 6월 4일~ 2007년 5월 29일)는 대한민국의 소설가이다.

## 생 애
경기도 화성군(華城郡) 오산읍(烏山邑) 태생이며, 호는 강사(江史)이다. 서울대학교 사범대 교육학과 및 신문대학원을 졸업하였다. 1969년 〈까만 꽃〉,〈떨리는 손〉이 《현대문학》에 안수길의 추천을 받아 등단하였다. 추계예술대학교 교수를 역임하였으며, 주요 작품으로 〈황홀한 침묵〉,〈각서 풍년〉,〈귀는 왜 줄창 열려 있나〉,〈무인도에 가서〉 등이 있다. 우리 이웃들의 평범한 생활 속에 깃든 따뜻한 인간미를 그려내는 작가 중의 한 사람이다. 향년 70세의 일기로 세상을 떠났다.

## 수 상
- 1979년 현대문학상
- 1981년 월탄문학상
- 1995년 대한민국 문학상
- 1999년 후광문학상